# Zazon
Zazon, de son véritable nom Élisabeth Castro, est une réalisatrice et comédienne française née en octobre 1976 à Clamart.

## Biographie
Née Élisabeth Castro en 1976, Zazon est la fille de l'architecte Roland Castro et d'une mère psychanalyste,.
Après avoir suivi une formation artistique, partagée entre le théâtre et l'art du clown, à Paris et à Los Angeles, Zazon obtient une maîtrise d’études cinématographiques et audiovisuelles en France.
Elle s'essaye au happening et détournement publicitaire avec Version zazon en 2003. Elle participe successivement aux émissions Nous ne sommes pas des anges sur Canal+ en 2004, et C'est bon pour le moral sur France 3 en 2006. Elle fonde la société Otokofilms avec Pierre Cattan et réalise la série Are you Bouddha ?. Dans le même temps, elle crée son blog zazon.net et remporte le vidéo blog d'or 2006, ce qui lui vaut d'être repérée par France 4.
De janvier 2007 à juin 2008, elle perturbe l'émission Toutaz sur France 4 avec ses interventions inopinées. De mai 2008 à juillet 2008 sa série Miss Green est diffusée tous les dimanches sur France 4. De 2010 à 2011, elle réalise et interprète Zazon cherche un garçon, série en 20 épisodes, diffusée sur June TV. En 2012, elle réalise et interprète Zazon cherche l'Amour, une série en 20 épisodes, diffusée sur Chérie 25. D'octobre 2012 à juin 2013, elle participe chaque semaine au Vinvinteur.
En 2012, elle écrit son premier one woman show Sous les pavés, les pavés au Théâtre du BÔ Saint-Martin, qui deviendra ensuite Zazon déchire sa mère au Théâtre du Gymnase en septembre 2013. Depuis septembre 2013, elle réalise et interprète The Elizabeth Show, une série en 20 épisodes, tournée à Los Angeles, diffusée sur AlloCinéAlloCine, « Zazon lance "The Elisabeth Show", sa web série inédite sur AlloCiné », sur AlloCiné (consulté le 6 janvier 2022).
Elle intègre en 2014 la 4e saison d'On n'demande qu'à en rire sur France 2.
De septembre 2013 à juin 2014, elle fait des chroniques sur Radio Nova.
En 2015, elle écrit et joue dans des sketchs pour Dim Sum Academy avec Dailymotion et joue dans La Bande Annonce de Fred, programme court diffusé sur Canal +.

### Vie privée
Elle est la compagne de l'humoriste et comédien Gaëtan Matis.

## Filmographie
- 2018 : Le Poulain de Mathieu Sapin : Eléonore
- 2014 : Amour sur place ou à emporter (film, 2014) d'Amelle Chahbi
- 2010 : La Fête des voisins de David Haddad
- 2019 : La Grande vie d'Emmanuel Salinger

### Principales réalisations et interprétations
- Elizabeth Show, série de 20 épisodes, sur Allociné, Otoko films, 2012
- Zazon cherche l'amour, programme court, Zazon, sur Chérie 25, Otoko films.
- Zazon cherche un garçon, programme court, Zazon, sur June TV, Otoko films.
- Miss Green, programme court, 20 épisodes, Otoko films, diffusé sur France 4, 2008.
- Are you Bouddah ?, programme court, 26 épisodes, Otoko films, diffusé sur France 4, 2008.
- La lifecam de Zazon, programme court sur internet parrainé par Microsoft, Otoko films, 2006.
- Dix sketches présentés et diffusés dans l’émission C’est bon pour le moral, France 3, animée par Yves Lecoq, Ibach télévision, 2006.
- 37 sketches diffusés dans l’émission Nous ne sommes pas des anges sur Canal+, animée par Maïtena Biraben, Angel Production, 2004.
- Version Zazon (série de happenings, sketchs et détournements publicitaires autoproduction), 2003.

### Interprétations
- La journée de ouf, programme court, France 2, Martange production.
- La crim, téléfilm de Denis Amar.
- Diams, moyen-métrage de Keja Kramer.
- Que les feux rouges s'éteignent, moyen-métrage de Céline Fossati.
- À la folie, pas du tout, moyen-métrage de Chantal Briet.
- 2008 : Rien dans les poches, Marion Vernoux, Canal plus.
- 2009 : La Grande Vie d'Emmanuel Salinger
- 2009 : La Fonte des neiges, court-métrage, autoproduction.
- 2010 : La Fête des voisins de David Haddad
- 2011 : Changer la vie, téléfilm, Serge Moati
- 2012 : Roxane, la vie sexuelle de ma pote, série télévisée, Benjamin Lehrer, Chérie 25
- 2015 : Le Bout du tunnel, court-métrage de Mehdi Idir sur la chanson de Grand Corps Malade
- 2015 : La Bande Annonce de Fred (programme court - Canal +)
- 2017 : Satire dans la campagne de Marc Large et Maxime Carsel, dans son propre rôle
- 2021 : La Meilleure Version de moi-même de Blanche Gardin

## Scénariste
- Zzz, long métrage.
- La remplaçante, programme court coécrit avec Bilco, Otoko films.
- Web love, programme court, Otoko films.
- Bip, long métrage soutenu par la Fondation Beaumarchais.
- Fantasy, moyen métrage coécrit avec Julie Grelley.
- La Tragique Histoire d'Oswald et Precious, court métrage.
- sketchs pour Dim Sum Academy avec Dailymotion

## Réalisation
- 2018 : Sur un Air BNB, court-métrage.

## Radio
- 2019 : Frichti, par Nyiama Cartieer, sur la plateforme :  Sybel
- 2014 : J'peux vous demander un p'tit service ?, par Zazon, Radio Nova

## Théâtre
- 2010 : JZ Experience
- 2012 : Sous les pavés, les pavés
- 2013 : Zazon déchire sa mère, au théâtre BO Saint-Martin
- 2014 : L'Humour pour tous, au théâtre du Gymnase

## Distinctions
- Vidéo blog d’or de l’année 2006 par le concours des persoweb RTL et le soir pour le site Internet zazon.fr.
- Sur un Air BNB : Sélection au Festival de l’Alpes d'Huez[9], au Festival du court métrage d'humour de Meudon[10], Prix du jury au festival du film de Rueil-Malmaison[11], prix du film européen au Festival de Londres.[réf. nécessaire]